# Serie A (Italia) 2025-26
La Serie A 2025-26 (también conocida como Serie A Enilive por razones de patrocinio) es la 124.ª edición de la máxima competición profesional de fútbol en Italia, la 94.ª edición en Sistema de todos contra todos y la 16.ª desde su organización bajo un comité de liga propio, la Lega Serie A (LNPA). El torneo comenzara el 24 de agosto de 2025 y finalizara el 24 de mayo de 2026.
Un total de 20 equipos participan en la competición, incluyendo 17 equipos de la temporada anterior y 3 provenientes de la Serie B 2024-25.
El Napoli es el campeón defensor.

## Sistema de competición
La competición consta de un grupo único integrado por veinte clubes de toda la geografía italia. Siguiendo un sistema de liga, los veinte equipos se enfrentan todos contra todos en dos ocasiones, una en campo propio y otra en campo contrario, sumando un total de 38 jornadas. El orden de los encuentros se decide por sorteo antes de empezar la competición y la clasificación final se establece teniendo en cuenta los puntos obtenidos en cada enfrentamiento, a razón de tres por partido ganado, uno por empate y ninguno en caso de derrota.

### Clasificación para competiciones europeas
Los cuatro mejores equipos se clasificarán para la Liga de Campeones de la UEFA 2026-27. El campeón de la Coppa Italia Frecciarossa 2025-26 y el siguiente mejor equipo ubicado no clasificados a la Liga de Campeones de la UEFA 2026-27 clasificarán a la Liga Europa de la UEFA 2026-27. El siguiente mejor equipo ubicado y no clasificado a la Liga de Campeones de la UEFA 2026-27 y a la Liga Europa de la UEFA 2026-27 clasificará a la Liga Conferencia de la UEFA 2026-27 y los últimos tres descenderán a la Serie BKT 2026-27.
No obstante, esta distribución se puede ver alterada si alguno de los equipos que han obtenido una plaza en alguna competición europea a través de las competiciones nacionales hubiera obtenido una plaza diferente tras la consecución de algún título europeo en la misma temporada, o hubiera obtenido dos plazas distintas en competiciones nacionales (una a través de la Liga y otra a través de la Copa), provocando así las siguientes dos excepciones:
- Excepción de la Copa Italia: Si un equipo obtiene una plaza para la Liga Europa de la UEFA por ganar la Coppa Italia Frecciarossa, pero finaliza la temporada entre los cuatro primeros clasificados de la Serie A Enilive, la plaza obtenida en Copa pasa al quinto clasificado, siendo el equipo clasificado en séptimo lugar quien acceda a la plaza de la Liga Conferencia de la UEFA.

## Relevos
Veinte equipos compiten en la liga: los 17 mejores equipos de la Serie A Enilive 2024-25 y los 3 equipos promovidos de la Serie BKT 2024-25.
Sassuolo regresó a la Serie A Enilive después de 1 año de ausencia, lo que lo convirtió en el primer equipo en ascender matemáticamente, luego de su victoria por 1-3 sobre Modena y el empate de Spezia contra Mantova. Pisa regresó a la Serie A Enilive después de una ausencia de 34 años, la más larga en la historia del club, después de derrotar al Bari por 1-0 y después de la derrota del Spezia por 2-1 sobre el Reggiana. El último equipo en conseguir el ascenso fue el Cremonese, que regresó a la Serie A Enilive después de 2 años de ausencia, tras su victoria sobre el Spezia en la final de los playoffs el 1 de junio.
Monza fue el primer equipo en descender a la Serie BKT, luego de una derrota por 0-4 ante el Atalanta, poniendo fin a su período de 3 años en la Serie A Enilive. Los dos equipos restantes que descendieron fueron Venezia y Empoli, ambos en la última jornada el 25 de mayo de 2025, después de sus derrotas por 2-3 y 1-2 ante la Juventus y Hellas Verona, respectivamente.
| Pos. | Descendidos a Serie BKT |
| ---- | ----------------------- |
| 18.º | Empoli                  |
| 19.º | Venezia                 |
| 20.º | Monza                   |

| Pos.  | Ascendidos de Serie BKT |
| ----- | ----------------------- |
| 1.º   | Sassuolo                |
| 2.º   | Pisa                    |
| Prom. | Cremonese               |

## Información
| Equipo        | Ciudad    | Entrenador           | Estadio                             | Capacidad | Proveedor          | Patrocinador                  |
| ------------- | --------- | -------------------- | ----------------------------------- | --------- | ------------------ | ----------------------------- |
| Atalanta      | Bérgamo   | Ivan Jurić           | Gewiss Stadium                      | 24 950    | New Balance        | Acqua Lete                    |
| Bologna       | Bolonia   | Vincenzo Italiano    | Renato Dall'Ara                     | 38 279    | Macron             | [[]]                          |
| Cagliari      | Cagliari  | Fabio Pisacane       | Unipol Domus                        | 16 416    | EYE Sport          | Cerdeña                       |
| Como          | Como      | Cesc Fàbregas        | Giuseppe Sinigaglia                 | 13 602    | Adidas             | Uber                          |
| Cremonese     | Cremona   | Davide Nicola        | Giovanni Zini                       | 20 641    | Acerbis            | [[]]                          |
| Fiorentina    | Florencia | Stefano Pioli        | Artemio Franchi                     | 43 147    | Kappa              | Mediacom                      |
| Genoa         | Génova    | Patrick Vieira       | Luigi Ferraris                      | 33 205    | Kappa              | [[]]                          |
| Hellas Verona | Verona    | Paolo Zanetti        | Marcantonio Bentegodi               | 39 211    | Joma               | [[]]                          |
| Inter Milán   | Milán     | Cristian Chivu       | Giuseppe Meazza                     | 80 018    | Nike               | Betsson                       |
| Juventus      | Turín     | Igor Tudor           | Allianz Stadium                     | 41 507    | Adidas             | Jeep                          |
| Lazio         | Roma      | Maurizio Sarri       | Olímpico de Roma                    | 70 634    | Mizuno Corporation | [[]]                          |
| Lecce         | Lecce     | Eusebio Di Francesco | Via del Mare                        | 31 533    | M908               | DEGHI                         |
| Milan         | Milán     | Massimiliano Allegri | San Siro                            | 80 018    | Puma               | Emirates                      |
| Napoli        | Nápoles   | Antonio Conte        | Diego Armando Maradona              | 54 732    | Armani             | MSC Cruceros                  |
| Parma         | Parma     | Carlos Cuesta García | Ennio Tardini                       | 27 906    | Puma               | Prometeon                     |
| Pisa          | Pisa      | Alberto Gilardino    | Cetilar Arena                       | 25 000    | Adidas             | [[]]                          |
| Roma          | Roma      | Gian Piero Gasperini | Olímpico de Roma                    | 70 634    | Adidas             | [[]]                          |
| Sassuolo      | Sassuolo  | Fabio Grosso         | MAPEI Stadium - Città del Tricolore | 21 584    | Puma               | Mapei                         |
| Torino        | Turín     | Marco Baroni         | Olímpico Grande Torino              | 28 177    | Joma               | Suzuki                        |
| Udinese       | Údine     | Kosta Runjaić        | Bluenergy Stadium                   | 25 132    | Macron             | Io sono Friuli-Venezia Giulia |

### Cambios de entrenadores
| Equipo      | Entrenador (Jornadas) | Fecha de vacante    | Tipo de salida  | Posición en la tabla | Entrenador entrante  | Fecha de nombramiento |
| ----------- | --------------------- | ------------------- | --------------- | -------------------- | -------------------- | --------------------- |
| Roma        | Claudio Ranieri       | 25 de mayo de 2025  | Fin de contrato | Pretemporada         | Gian Piero Gasperini | 6 de junio de 2025    |
| Milan       | Sérgio Conceição      | 29 de mayo de 2025  | Fin de contrato | Pretemporada         | Massimiliano Allegri | 30 de mayo de 2025    |
| Atalanta    | Gian Piero Gasperini  | 31 de mayo de 2025  | Mutuo acuerdo   | Pretemporada         | Ivan Jurić           | 6 de junio de 2025    |
| Fiorentina  | Raffaele Palladino    | 1 de junio de 2025  | Renuncia        | Pretemporada         | Stefano Pioli        | 12 de julio de 2025   |
| Lazio       | Marco Baroni          | 2 de junio de 2025  | Despedido       | Pretemporada         | Maurizio Sarri       | 5 de junio de 2025    |
| Inter Milán | Simone Inzaghi        | 3 de junio de 2025  | Mutuo acuerdo   | Pretemporada         | Cristian Chivu       | 9 de junio de 2025    |
| Cagliari    | Davide Nicola         | 4 de junio de 2025  | Mutuo acuerdo   | Pretemporada         | Fabio Pisacane       | 11 de junio de 2025   |
| Torino      | Paolo Vanoli          | 5 de junio de 2025  | Mutuo acuerdo   | Pretemporada         | Marco Baroni         | 5 de junio de 2025    |
| Parma       | Cristian Chivu        | 9 de junio de 2025  | Mutuo acuerdo   | Pretemporada         | Carlos Cuesta García | 19 de junio de 2025   |
| Lecce       | Marco Giampaolo       | 10 de junio de 2025 | Mutuo acuerdo   | Pretemporada         | Eusebio Di Francesco | 26 de junio de 2025   |
| Pisa        | Filippo Inzaghi       | 13 de junio de 2025 | Mutuo acuerdo   | Pretemporada         | Alberto Gilardino    | 26 de junio de 2025   |
| Cremonese   | Giovanni Stroppa      | 14 de junio de 2025 | Fin de contrato | Pretemporada         | Davide Nicola        | 2 de julio de 2025    |

## Localización
| Región              | N.º | Equipos                                        |
| ------------------- | --- | ---------------------------------------------- |
| Lombardía           | 5   | Atalanta, Como, Cremonese, Inter Milán y Milan |
| Emilia-Romaña       | 3   | Bologna, Parma y Sassuolo                      |
| Lacio               | 2   | Lazio y Roma                                   |
| Piamonte            | 2   | Juventus y Torino                              |
| Toscana             | 2   | Fiorentina y Pisa                              |
| Apulia              | 1   | Lecce                                          |
| Campania            | 1   | Napoli                                         |
| Cerdeña             | 1   | Cagliari                                       |
| Friul-Venecia Julia | 1   | Udinese                                        |
| Liguria             | 1   | Genoa                                          |
| Véneto              | 1   | Hellas Verona                                  |

## Clasificación

### Tabla de Clasificación
| Pos. | Equipo        | Pts. | PJ | G | E | P | GF | GC | Dif. | Clasificación 2026-27                    |
| ---- | ------------- | ---- | -- | - | - | - | -- | -- | ---- | ---------------------------------------- |
| 1    | Atalanta      | 0    | 0  | 0 | 0 | 0 | 0  | 0  | 0    | Fase de liga de la Liga de Campeones     |
| 2    | Bologna       | 0    | 0  | 0 | 0 | 0 | 0  | 0  | 0    | Fase de liga de la Liga de Campeones     |
| 3    | Cagliari      | 0    | 0  | 0 | 0 | 0 | 0  | 0  | 0    | Fase de liga de la Liga de Campeones     |
| 4    | Como          | 0    | 0  | 0 | 0 | 0 | 0  | 0  | 0    | Fase de liga de la Liga de Campeones     |
| 5    | Cremonese     | 0    | 0  | 0 | 0 | 0 | 0  | 0  | 0    | Fase de liga de la Liga Europa           |
| 6    | Fiorentina    | 0    | 0  | 0 | 0 | 0 | 0  | 0  | 0    | Ronda de Play-Off de la Liga Conferencia |
| 7    | Genoa         | 0    | 0  | 0 | 0 | 0 | 0  | 0  | 0    |                                          |
| 8    | Hellas Verona | 0    | 0  | 0 | 0 | 0 | 0  | 0  | 0    |                                          |
| 9    | Inter Milán   | 0    | 0  | 0 | 0 | 0 | 0  | 0  | 0    |                                          |
| 10   | Juventus      | 0    | 0  | 0 | 0 | 0 | 0  | 0  | 0    |                                          |
| 11   | Lazio         | 0    | 0  | 0 | 0 | 0 | 0  | 0  | 0    |                                          |
| 12   | Lecce         | 0    | 0  | 0 | 0 | 0 | 0  | 0  | 0    |                                          |
| 13   | Milan         | 0    | 0  | 0 | 0 | 0 | 0  | 0  | 0    |                                          |
| 14   | Napoli        | 0    | 0  | 0 | 0 | 0 | 0  | 0  | 0    |                                          |
| 15   | Parma         | 0    | 0  | 0 | 0 | 0 | 0  | 0  | 0    |                                          |
| 16   | Pisa          | 0    | 0  | 0 | 0 | 0 | 0  | 0  | 0    |                                          |
| 17   | Roma          | 0    | 0  | 0 | 0 | 0 | 0  | 0  | 0    |                                          |
| 18   | Sassuolo      | 0    | 0  | 0 | 0 | 0 | 0  | 0  | 0    | Descenso a la Serie BKT                  |
| 19   | Torino        | 0    | 0  | 0 | 0 | 0 | 0  | 0  | 0    | Descenso a la Serie BKT                  |
| 20   | Udinese       | 0    | 0  | 0 | 0 | 0 | 0  | 0  | 0    | Descenso a la Serie BKT                  |

Actualizado a los partidos jugados el 9 de junio de 2025.
 Fuente: Serie A Enilive

### Evolución de la clasificación
| Equipo        | 01 | 02 | 03 | 04 | 05 | 06 | 07 | 08 | 09 | 10 | 11 | 12 | 13 | 14 | 15 | 16 | 17 | 18 | 19 | 20 | 21 | 22 | 23 | 24 | 25 | 26 | 27 | 28 | 29 | 30 | 31 | 32 | 33 | 34 | 35 | 36 | 37 | 38 |
| ------------- | -- | -- | -- | -- | -- | -- | -- | -- | -- | -- | -- | -- | -- | -- | -- | -- | -- | -- | -- | -- | -- | -- | -- | -- | -- | -- | -- | -- | -- | -- | -- | -- | -- | -- | -- | -- | -- | -- |
| Atalanta      |    |    |    |    |    |    |    |    |    |    |    |    |    |    |    |    |    |    |    |    |    |    |    |    |    |    |    |    |    |    |    |    |    |    |    |    |    |    |
| Bologna       |    |    |    |    |    |    |    |    |    |    |    |    |    |    |    |    |    |    |    |    |    |    |    |    |    |    |    |    |    |    |    |    |    |    |    |    |    |    |
| Cagliari      |    |    |    |    |    |    |    |    |    |    |    |    |    |    |    |    |    |    |    |    |    |    |    |    |    |    |    |    |    |    |    |    |    |    |    |    |    |    |
| Como          |    |    |    |    |    |    |    |    |    |    |    |    |    |    |    |    |    |    |    |    |    |    |    |    |    |    |    |    |    |    |    |    |    |    |    |    |    |    |
| Cremonese     |    |    |    |    |    |    |    |    |    |    |    |    |    |    |    |    |    |    |    |    |    |    |    |    |    |    |    |    |    |    |    |    |    |    |    |    |    |    |
| Fiorentina    |    |    |    |    |    |    |    |    |    |    |    |    |    |    |    |    |    |    |    |    |    |    |    |    |    |    |    |    |    |    |    |    |    |    |    |    |    |    |
| Genoa         |    |    |    |    |    |    |    |    |    |    |    |    |    |    |    |    |    |    |    |    |    |    |    |    |    |    |    |    |    |    |    |    |    |    |    |    |    |    |
| Hellas Verona |    |    |    |    |    |    |    |    |    |    |    |    |    |    |    |    |    |    |    |    |    |    |    |    |    |    |    |    |    |    |    |    |    |    |    |    |    |    |
| Inter Milán   |    |    |    |    |    |    |    |    |    |    |    |    |    |    |    |    |    |    |    |    |    |    |    |    |    |    |    |    |    |    |    |    |    |    |    |    |    |    |
| Juventus      |    |    |    |    |    |    |    |    |    |    |    |    |    |    |    |    |    |    |    |    |    |    |    |    |    |    |    |    |    |    |    |    |    |    |    |    |    |    |
| Lazio         |    |    |    |    |    |    |    |    |    |    |    |    |    |    |    |    |    |    |    |    |    |    |    |    |    |    |    |    |    |    |    |    |    |    |    |    |    |    |
| Lecce         |    |    |    |    |    |    |    |    |    |    |    |    |    |    |    |    |    |    |    |    |    |    |    |    |    |    |    |    |    |    |    |    |    |    |    |    |    |    |
| Milan         |    |    |    |    |    |    |    |    |    |    |    |    |    |    |    |    |    |    |    |    |    |    |    |    |    |    |    |    |    |    |    |    |    |    |    |    |    |    |
| Napoli        |    |    |    |    |    |    |    |    |    |    |    |    |    |    |    |    |    |    |    |    |    |    |    |    |    |    |    |    |    |    |    |    |    |    |    |    |    |    |
| Parma         |    |    |    |    |    |    |    |    |    |    |    |    |    |    |    |    |    |    |    |    |    |    |    |    |    |    |    |    |    |    |    |    |    |    |    |    |    |    |
| Pisa          |    |    |    |    |    |    |    |    |    |    |    |    |    |    |    |    |    |    |    |    |    |    |    |    |    |    |    |    |    |    |    |    |    |    |    |    |    |    |
| Roma          |    |    |    |    |    |    |    |    |    |    |    |    |    |    |    |    |    |    |    |    |    |    |    |    |    |    |    |    |    |    |    |    |    |    |    |    |    |    |
| Sassuolo      |    |    |    |    |    |    |    |    |    |    |    |    |    |    |    |    |    |    |    |    |    |    |    |    |    |    |    |    |    |    |    |    |    |    |    |    |    |    |
| Torino        |    |    |    |    |    |    |    |    |    |    |    |    |    |    |    |    |    |    |    |    |    |    |    |    |    |    |    |    |    |    |    |    |    |    |    |    |    |    |
| Udinese       |    |    |    |    |    |    |    |    |    |    |    |    |    |    |    |    |    |    |    |    |    |    |    |    |    |    |    |    |    |    |    |    |    |    |    |    |    |    |

## Resultados

### Primera vuelta
| Jornada 1   | Jornada 1 | Jornada 1     | Jornada 1                           | Jornada 1    | Jornada 1   | Jornada 1    |
| Local       | Resultado | Visitante     | Estadio                             | Fecha        | Hora        | Espectadores |
| ----------- | --------- | ------------- | ----------------------------------- | ------------ | ----------- | ------------ |
| Atalanta    | v.s.      | Pisa          | Gewiss Stadium                      | 24 de agosto | Por definir | T.B.D        |
| Cagliari    | v.s.      | Fiorentina    | Unipol Domus                        | 24 de agosto | Por definir | T.B.D        |
| Como        | v.s.      | Lazio         | Giuseppe Sinigaglia                 | 24 de agosto | Por definir | T.B.D        |
| Genoa       | v.s.      | Lecce         | Luigi Ferraris                      | 24 de agosto | Por definir | T.B.D        |
| Inter Milán | v.s.      | Torino        | Giuseppe Meazza                     | 24 de agosto | Por definir | T.B.D        |
| Juventus    | v.s.      | Parma         | Allianz Stadium                     | 24 de agosto | Por definir | T.B.D        |
| Milan       | v.s.      | Cremonese     | San Siro                            | 24 de agosto | Por definir | T.B.D        |
| Roma        | v.s.      | Bologna       | Olímpico de Roma                    | 24 de agosto | Por definir | T.B.D        |
| Sassuolo    | v.s.      | Napoli        | MAPEI Stadium - Città del Tricolore | 24 de agosto | Por definir | T.B.D        |
| Udinese     | v.s.      | Hellas Verona | Bluenergy Stadium                   | 24 de agosto | Por definir | T.B.D        |

| Jornada 2   | Jornada 2 | Jornada 2     | Jornada 2              | Jornada 2    | Jornada 2   | Jornada 2    |
| Local       | Resultado | Visitante     | Estadio                | Fecha        | Hora        | Espectadores |
| ----------- | --------- | ------------- | ---------------------- | ------------ | ----------- | ------------ |
| Bologna     | v.s.      | Como          | Renato Dall'Ara        | 31 de agosto | Por definir | T.B.D        |
| Cremonese   | v.s.      | Sassuolo      | Giovanni Zini          | 31 de agosto | Por definir | T.B.D        |
| Genoa       | v.s.      | Juventus      | Luigi Ferraris         | 31 de agosto | Por definir | T.B.D        |
| Inter Milán | v.s.      | Udinese       | Giuseppe Meazza        | 31 de agosto | Por definir | T.B.D        |
| Lazio       | v.s.      | Hellas Verona | Olímpico de Roma       | 31 de agosto | Por definir | T.B.D        |
| Lecce       | v.s.      | Milan         | Via del Mare           | 31 de agosto | Por definir | T.B.D        |
| Napoli      | v.s.      | Cagliari      | Diego Armando Maradona | 31 de agosto | Por definir | T.B.D        |
| Parma       | v.s.      | Atalanta      | Ennio Tardini          | 31 de agosto | Por definir | T.B.D        |
| Pisa        | v.s.      | Roma          | Cetilar Arena          | 31 de agosto | Por definir | T.B.D        |
| Torino      | v.s.      | Fiorentina    | Olímpico Grande Torino | 31 de agosto | Por definir | T.B.D        |

| Jornada 3     | Jornada 3 | Jornada 3   | Jornada 3                           | Jornada 3        | Jornada 3   | Jornada 3    |
| Local         | Resultado | Visitante   | Estadio                             | Fecha            | Hora        | Espectadores |
| ------------- | --------- | ----------- | ----------------------------------- | ---------------- | ----------- | ------------ |
| Atalanta      | v.s.      | Lecce       | Gewiss Stadium                      | 14 de septiembre | Por definir | T.B.D        |
| Cagliari      | v.s.      | Parma       | Unipol Domus                        | 14 de septiembre | Por definir | T.B.D        |
| Como          | v.s.      | Genoa       | Giuseppe Sinigaglia                 | 14 de septiembre | Por definir | T.B.D        |
| Fiorentina    | v.s.      | Napoli      | Artemio Franchi                     | 14 de septiembre | Por definir | T.B.D        |
| Hellas Verona | v.s.      | Cremonese   | Marcantonio Bentegodi               | 14 de septiembre | Por definir | T.B.D        |
| Juventus      | v.s.      | Inter Milán | Allianz Stadium                     | 14 de septiembre | Por definir | T.B.D        |
| Milan         | v.s.      | Bologna     | San Siro                            | 14 de septiembre | Por definir | T.B.D        |
| Pisa          | v.s.      | Udinese     | Cetilar Arena                       | 14 de septiembre | Por definir | T.B.D        |
| Roma          | v.s.      | Torino      | Olímpico de Roma                    | 14 de septiembre | Por definir | T.B.D        |
| Sassuolo      | v.s.      | Lazio       | MAPEI Stadium - Città del Tricolore | 14 de septiembre | Por definir | T.B.D        |

| Jornada 4     | Jornada 4 | Jornada 4 | Jornada 4              | Jornada 4        | Jornada 4   | Jornada 4    |
| Local         | Resultado | Visitante | Estadio                | Fecha            | Hora        | Espectadores |
| ------------- | --------- | --------- | ---------------------- | ---------------- | ----------- | ------------ |
| Bologna       | v.s.      | Genoa     | Renato Dall'Ara        | 21 de septiembre | Por definir | T.B.D        |
| Cremonese     | v.s.      | Parma     | Giovanni Zini          | 21 de septiembre | Por definir | T.B.D        |
| Fiorentina    | v.s.      | Como      | Artemio Franchi        | 21 de septiembre | Por definir | T.B.D        |
| Hellas Verona | v.s.      | Juventus  | Marcantonio Bentegodi  | 21 de septiembre | Por definir | T.B.D        |
| Inter Milán   | v.s.      | Sassuolo  | Giuseppe Meazza        | 21 de septiembre | Por definir | T.B.D        |
| Lazio         | v.s.      | Roma      | Olímpico de Roma       | 21 de septiembre | Por definir | T.B.D        |
| Lecce         | v.s.      | Cagliari  | Via del Mare           | 21 de septiembre | Por definir | T.B.D        |
| Napoli        | v.s.      | Pisa      | Diego Armando Maradona | 21 de septiembre | Por definir | T.B.D        |
| Torino        | v.s.      | Atalanta  | Olímpico Grande Torino | 21 de septiembre | Por definir | T.B.D        |
| Udinese       | v.s.      | Milan     | Bluenergy Stadium      | 21 de septiembre | Por definir | T.B.D        |

| Jornada 5 | Jornada 5 | Jornada 5     | Jornada 5                           | Jornada 5        | Jornada 5   | Jornada 5    |
| Local     | Resultado | Visitante     | Estadio                             | Fecha            | Hora        | Espectadores |
| --------- | --------- | ------------- | ----------------------------------- | ---------------- | ----------- | ------------ |
| Cagliari  | v.s.      | Inter Milán   | Unipol Domus                        | 28 de septiembre | Por definir | T.B.D        |
| Como      | v.s.      | Cremonese     | Giuseppe Sinigaglia                 | 28 de septiembre | Por definir | T.B.D        |
| Genoa     | v.s.      | Lazio         | Luigi Ferraris                      | 28 de septiembre | Por definir | T.B.D        |
| Juventus  | v.s.      | Atalanta      | Allianz Stadium                     | 28 de septiembre | Por definir | T.B.D        |
| Lecce     | v.s.      | Bologna       | Via del Mare                        | 28 de septiembre | Por definir | T.B.D        |
| Milan     | v.s.      | Napoli        | San Siro                            | 28 de septiembre | Por definir | T.B.D        |
| Parma     | v.s.      | Torino        | Ennio Tardini                       | 28 de septiembre | Por definir | T.B.D        |
| Pisa      | v.s.      | Fiorentina    | Cetilar Arena                       | 28 de septiembre | Por definir | T.B.D        |
| Roma      | v.s.      | Hellas Verona | Olímpico de Roma                    | 28 de septiembre | Por definir | T.B.D        |
| Sassuolo  | v.s.      | Udinese       | MAPEI Stadium - Città del Tricolore | 28 de septiembre | Por definir | T.B.D        |

| Jornada 6     | Jornada 6 | Jornada 6 | Jornada 6              | Jornada 6    | Jornada 6   | Jornada 6    |
| Local         | Resultado | Visitante | Estadio                | Fecha        | Hora        | Espectadores |
| ------------- | --------- | --------- | ---------------------- | ------------ | ----------- | ------------ |
| Atalanta      | v.s.      | Como      | Gewiss Stadium         | 5 de octubre | Por definir | T.B.D        |
| Bologna       | v.s.      | Pisa      | Renato Dall'Ara        | 5 de octubre | Por definir | T.B.D        |
| Fiorentina    | v.s.      | Roma      | Artemio Franchi        | 5 de octubre | Por definir | T.B.D        |
| Hellas Verona | v.s.      | Sassuolo  | Marcantonio Bentegodi  | 5 de octubre | Por definir | T.B.D        |
| Inter Milán   | v.s.      | Cremonese | Giuseppe Meazza        | 5 de octubre | Por definir | T.B.D        |
| Juventus      | v.s.      | Milan     | Allianz Stadium        | 5 de octubre | Por definir | T.B.D        |
| Lazio         | v.s.      | Torino    | Olímpico de Roma       | 5 de octubre | Por definir | T.B.D        |
| Napoli        | v.s.      | Genoa     | Diego Armando Maradona | 5 de octubre | Por definir | T.B.D        |
| Parma         | v.s.      | Lecce     | Ennio Tardini          | 5 de octubre | Por definir | T.B.D        |
| Udinese       | v.s.      | Cagliari  | Bluenergy Stadium      | 5 de octubre | Por definir | T.B.D        |

| Jornada 7 | Jornada 7 | Jornada 7     | Jornada 7              | Jornada 7     | Jornada 7   | Jornada 7    |
| Local     | Resultado | Visitante     | Estadio                | Fecha         | Hora        | Espectadores |
| --------- | --------- | ------------- | ---------------------- | ------------- | ----------- | ------------ |
| Atalanta  | v.s.      | Lazio         | Gewiss Stadium         | 19 de octubre | Por definir | T.B.D        |
| Cagliari  | v.s.      | Bologna       | Unipol Domus           | 19 de octubre | Por definir | T.B.D        |
| Como      | v.s.      | Juventus      | Giuseppe Sinigaglia    | 19 de octubre | Por definir | T.B.D        |
| Cremonese | v.s.      | Udinese       | Giovanni Zini          | 19 de octubre | Por definir | T.B.D        |
| Genoa     | v.s.      | Parma         | Luigi Ferraris         | 19 de octubre | Por definir | T.B.D        |
| Lecce     | v.s.      | Sassuolo      | Via del Mare           | 19 de octubre | Por definir | T.B.D        |
| Milan     | v.s.      | Fiorentina    | San Siro               | 19 de octubre | Por definir | T.B.D        |
| Pisa      | v.s.      | Hellas Verona | Cetilar Arena          | 19 de octubre | Por definir | T.B.D        |
| Roma      | v.s.      | Inter Milán   | Olímpico de Roma       | 19 de octubre | Por definir | T.B.D        |
| Torino    | v.s.      | Napoli        | Olímpico Grande Torino | 19 de octubre | Por definir | T.B.D        |

| Jornada 8     | Jornada 8 | Jornada 8   | Jornada 8                           | Jornada 8     | Jornada 8   | Jornada 8    |
| Local         | Resultado | Visitante   | Estadio                             | Fecha         | Hora        | Espectadores |
| ------------- | --------- | ----------- | ----------------------------------- | ------------- | ----------- | ------------ |
| Cremonese     | v.s.      | Atalanta    | Giovanni Zini                       | 26 de octubre | Por definir | T.B.D        |
| Fiorentina    | v.s.      | Bologna     | Artemio Franchi                     | 26 de octubre | Por definir | T.B.D        |
| Hellas Verona | v.s.      | Cagliari    | Marcantonio Bentegodi               | 26 de octubre | Por definir | T.B.D        |
| Lazio         | v.s.      | Juventus    | Olímpico de Roma                    | 26 de octubre | Por definir | T.B.D        |
| Milan         | v.s.      | Pisa        | San Siro                            | 26 de octubre | Por definir | T.B.D        |
| Napoli        | v.s.      | Inter Milán | Diego Armando Maradona              | 26 de octubre | Por definir | T.B.D        |
| Parma         | v.s.      | Como        | Ennio Tardini                       | 26 de octubre | Por definir | T.B.D        |
| Sassuolo      | v.s.      | Roma        | MAPEI Stadium - Città del Tricolore | 26 de octubre | Por definir | T.B.D        |
| Torino        | v.s.      | Genoa       | Olímpico Grande Torino              | 26 de octubre | Por definir | T.B.D        |
| Udinese       | v.s.      | Lecce       | Bluenergy Stadium                   | 26 de octubre | Por definir | T.B.D        |

| Jornada 9   | Jornada 9 | Jornada 9     | Jornada 9           | Jornada 9     | Jornada 9   | Jornada 9    |
| Local       | Resultado | Visitante     | Estadio             | Fecha         | Hora        | Espectadores |
| ----------- | --------- | ------------- | ------------------- | ------------- | ----------- | ------------ |
| Atalanta    | v.s.      | Milan         | Gewiss Stadium      | 29 de octubre | Por definir | T.B.D        |
| Bologna     | v.s.      | Torino        | Renato Dall'Ara     | 29 de octubre | Por definir | T.B.D        |
| Cagliari    | v.s.      | Sassuolo      | Unipol Domus        | 29 de octubre | Por definir | T.B.D        |
| Como        | v.s.      | Hellas Verona | Giuseppe Sinigaglia | 29 de octubre | Por definir | T.B.D        |
| Genoa       | v.s.      | Cremonese     | Luigi Ferraris      | 29 de octubre | Por definir | T.B.D        |
| Inter Milán | v.s.      | Fiorentina    | Giuseppe Meazza     | 29 de octubre | Por definir | T.B.D        |
| Juventus    | v.s.      | Udinese       | Allianz Stadium     | 29 de octubre | Por definir | T.B.D        |
| Lecce       | v.s.      | Napoli        | Via del Mare        | 29 de octubre | Por definir | T.B.D        |
| Pisa        | v.s.      | Lazio         | Cetilar Arena       | 29 de octubre | Por definir | T.B.D        |
| Roma        | v.s.      | Parma         | Olímpico de Roma    | 29 de octubre | Por definir | T.B.D        |

| Jornada 10    | Jornada 10 | Jornada 10  | Jornada 10                          | Jornada 10     | Jornada 10  | Jornada 10   |
| Local         | Resultado  | Visitante   | Estadio                             | Fecha          | Hora        | Espectadores |
| ------------- | ---------- | ----------- | ----------------------------------- | -------------- | ----------- | ------------ |
| Cremonese     | v.s.       | Juventus    | Giovanni Zini                       | 2 de noviembre | Por definir | T.B.D        |
| Fiorentina    | v.s.       | Lecce       | Artemio Franchi                     | 2 de noviembre | Por definir | T.B.D        |
| Hellas Verona | v.s.       | Inter Milán | Marcantonio Bentegodi               | 2 de noviembre | Por definir | T.B.D        |
| Lazio         | v.s.       | Cagliari    | Olímpico de Roma                    | 2 de noviembre | Por definir | T.B.D        |
| Milan         | v.s.       | Roma        | San Siro                            | 2 de noviembre | Por definir | T.B.D        |
| Napoli        | v.s.       | Como        | Diego Armando Maradona              | 2 de noviembre | Por definir | T.B.D        |
| Parma         | v.s.       | Bologna     | Ennio Tardini                       | 2 de noviembre | Por definir | T.B.D        |
| Sassuolo      | v.s.       | Genoa       | MAPEI Stadium - Città del Tricolore | 2 de noviembre | Por definir | T.B.D        |
| Torino        | v.s.       | Pisa        | Olímpico Grande Torino              | 2 de noviembre | Por definir | T.B.D        |
| Udinese       | v.s.       | Atalanta    | Bluenergy Stadium                   | 2 de noviembre | Por definir | T.B.D        |

| Jornada 11  | Jornada 11 | Jornada 11    | Jornada 11          | Jornada 11     | Jornada 11  | Jornada 11   |
| Local       | Resultado  | Visitante     | Estadio             | Fecha          | Hora        | Espectadores |
| ----------- | ---------- | ------------- | ------------------- | -------------- | ----------- | ------------ |
| Atalanta    | v.s.       | Sassuolo      | Gewiss Stadium      | 9 de noviembre | Por definir | T.B.D        |
| Bologna     | v.s.       | Napoli        | Renato Dall'Ara     | 9 de noviembre | Por definir | T.B.D        |
| Como        | v.s.       | Cagliari      | Giuseppe Sinigaglia | 9 de noviembre | Por definir | T.B.D        |
| Genoa       | v.s.       | Fiorentina    | Luigi Ferraris      | 9 de noviembre | Por definir | T.B.D        |
| Inter Milán | v.s.       | Lazio         | Giuseppe Meazza     | 9 de noviembre | Por definir | T.B.D        |
| Juventus    | v.s.       | Torino        | Allianz Stadium     | 9 de noviembre | Por definir | T.B.D        |
| Lecce       | v.s.       | Hellas Verona | Via del Mare        | 9 de noviembre | Por definir | T.B.D        |
| Parma       | v.s.       | Milan         | Ennio Tardini       | 9 de noviembre | Por definir | T.B.D        |
| Pisa        | v.s.       | Cremonese     | Cetilar Arena       | 9 de noviembre | Por definir | T.B.D        |
| Roma        | v.s.       | Udinese       | Olímpico de Roma    | 9 de noviembre | Por definir | T.B.D        |

| Jornada 12    | Jornada 12 | Jornada 12 | Jornada 12                          | Jornada 12      | Jornada 12  | Jornada 12   |
| Local         | Resultado  | Visitante  | Estadio                             | Fecha           | Hora        | Espectadores |
| ------------- | ---------- | ---------- | ----------------------------------- | --------------- | ----------- | ------------ |
| Cagliari      | v.s.       | Genoa      | Unipol Domus                        | 23 de noviembre | Por definir | T.B.D        |
| Cremonese     | v.s.       | Roma       | Giovanni Zini                       | 23 de noviembre | Por definir | T.B.D        |
| Fiorentina    | v.s.       | Juventus   | Artemio Franchi                     | 23 de noviembre | Por definir | T.B.D        |
| Hellas Verona | v.s.       | Parma      | Marcantonio Bentegodi               | 23 de noviembre | Por definir | T.B.D        |
| Inter Milán   | v.s.       | Milan      | Giuseppe Meazza                     | 23 de noviembre | Por definir | T.B.D        |
| Lazio         | v.s.       | Lecce      | Olímpico de Roma                    | 23 de noviembre | Por definir | T.B.D        |
| Napoli        | v.s.       | Atalanta   | Diego Armando Maradona              | 23 de noviembre | Por definir | T.B.D        |
| Sassuolo      | v.s.       | Pisa       | MAPEI Stadium - Città del Tricolore | 23 de noviembre | Por definir | T.B.D        |
| Torino        | v.s.       | Como       | Olímpico Grande Torino              | 23 de noviembre | Por definir | T.B.D        |
| Udinese       | v.s.       | Bologna    | Bluenergy Stadium                   | 23 de noviembre | Por definir | T.B.D        |

| Jornada 13 | Jornada 13 | Jornada 13    | Jornada 13          | Jornada 13      | Jornada 13  | Jornada 13   |
| Local      | Resultado  | Visitante     | Estadio             | Fecha           | Hora        | Espectadores |
| ---------- | ---------- | ------------- | ------------------- | --------------- | ----------- | ------------ |
| Atalanta   | v.s.       | Fiorentina    | Gewiss Stadium      | 30 de noviembre | Por definir | T.B.D        |
| Bologna    | v.s.       | Cremonese     | Renato Dall'Ara     | 30 de noviembre | Por definir | T.B.D        |
| Como       | v.s.       | Sassuolo      | Giuseppe Sinigaglia | 30 de noviembre | Por definir | T.B.D        |
| Genoa      | v.s.       | Hellas Verona | Luigi Ferraris      | 30 de noviembre | Por definir | T.B.D        |
| Juventus   | v.s.       | Cagliari      | Allianz Stadium     | 30 de noviembre | Por definir | T.B.D        |
| Lecce      | v.s.       | Torino        | Via del Mare        | 30 de noviembre | Por definir | T.B.D        |
| Milan      | v.s.       | Lazio         | San Siro            | 30 de noviembre | Por definir | T.B.D        |
| Parma      | v.s.       | Udinese       | Ennio Tardini       | 30 de noviembre | Por definir | T.B.D        |
| Pisa       | v.s.       | Inter Milán   | Cetilar Arena       | 30 de noviembre | Por definir | T.B.D        |
| Roma       | v.s.       | Napoli        | Olímpico de Roma    | 30 de noviembre | Por definir | T.B.D        |

| Jornada 14    | Jornada 14 | Jornada 14 | Jornada 14                          | Jornada 14     | Jornada 14  | Jornada 14   |
| Local         | Resultado  | Visitante  | Estadio                             | Fecha          | Hora        | Espectadores |
| ------------- | ---------- | ---------- | ----------------------------------- | -------------- | ----------- | ------------ |
| Cagliari      | v.s.       | Roma       | Unipol Domus                        | 7 de diciembre | Por definir | T.B.D        |
| Cremonese     | v.s.       | Lecce      | Giovanni Zini                       | 7 de diciembre | Por definir | T.B.D        |
| Hellas Verona | v.s.       | Atalanta   | Marcantonio Bentegodi               | 7 de diciembre | Por definir | T.B.D        |
| Inter Milán   | v.s.       | Como       | Giuseppe Meazza                     | 7 de diciembre | Por definir | T.B.D        |
| Lazio         | v.s.       | Bologna    | Olímpico de Roma                    | 7 de diciembre | Por definir | T.B.D        |
| Napoli        | v.s.       | Juventus   | Diego Armando Maradona              | 7 de diciembre | Por definir | T.B.D        |
| Pisa          | v.s.       | Parma      | Cetilar Arena                       | 7 de diciembre | Por definir | T.B.D        |
| Sassuolo      | v.s.       | Fiorentina | MAPEI Stadium - Città del Tricolore | 7 de diciembre | Por definir | T.B.D        |
| Torino        | v.s.       | Milan      | Olímpico Grande Torino              | 7 de diciembre | Por definir | T.B.D        |
| Udinese       | v.s.       | Genoa      | Bluenergy Stadium                   | 7 de diciembre | Por definir | T.B.D        |

| Jornada 15 | Jornada 15 | Jornada 15    | Jornada 15             | Jornada 15      | Jornada 15  | Jornada 15   |
| Local      | Resultado  | Visitante     | Estadio                | Fecha           | Hora        | Espectadores |
| ---------- | ---------- | ------------- | ---------------------- | --------------- | ----------- | ------------ |
| Atalanta   | v.s.       | Cagliari      | Gewiss Stadium         | 14 de diciembre | Por definir | T.B.D        |
| Bologna    | v.s.       | Juventus      | Renato Dall'Ara        | 14 de diciembre | Por definir | T.B.D        |
| Fiorentina | v.s.       | Hellas Verona | Artemio Franchi        | 14 de diciembre | Por definir | T.B.D        |
| Genoa      | v.s.       | Inter Milán   | Luigi Ferraris         | 14 de diciembre | Por definir | T.B.D        |
| Lecce      | v.s.       | Pisa          | Via del Mare           | 14 de diciembre | Por definir | T.B.D        |
| Milan      | v.s.       | Sassuolo      | San Siro               | 14 de diciembre | Por definir | T.B.D        |
| Parma      | v.s.       | Lazio         | Ennio Tardini          | 14 de diciembre | Por definir | T.B.D        |
| Roma       | v.s.       | Como          | Olímpico de Roma       | 14 de diciembre | Por definir | T.B.D        |
| Torino     | v.s.       | Cremonese     | Olímpico Grande Torino | 14 de diciembre | Por definir | T.B.D        |
| Udinese    | v.s.       | Napoli        | Bluenergy Stadium      | 14 de diciembre | Por definir | T.B.D        |

| Jornada 16    | Jornada 16 | Jornada 16 | Jornada 16                          | Jornada 16      | Jornada 16  | Jornada 16   |
| Local         | Resultado  | Visitante  | Estadio                             | Fecha           | Hora        | Espectadores |
| ------------- | ---------- | ---------- | ----------------------------------- | --------------- | ----------- | ------------ |
| Cagliari      | v.s.       | Pisa       | Unipol Domus                        | 21 de diciembre | Por definir | T.B.D        |
| Como          | v.s.       | Milan      | Giuseppe Sinigaglia                 | 21 de diciembre | Por definir | T.B.D        |
| Fiorentina    | v.s.       | Udinese    | Artemio Franchi                     | 21 de diciembre | Por definir | T.B.D        |
| Genoa         | v.s.       | Atalanta   | Luigi Ferraris                      | 21 de diciembre | Por definir | T.B.D        |
| Hellas Verona | v.s.       | Bologna    | Marcantonio Bentegodi               | 21 de diciembre | Por definir | T.B.D        |
| Inter Milán   | v.s.       | Lecce      | Giuseppe Meazza                     | 21 de diciembre | Por definir | T.B.D        |
| Juventus      | v.s.       | Roma       | Allianz Stadium                     | 21 de diciembre | Por definir | T.B.D        |
| Lazio         | v.s.       | Cremonese  | Olímpico de Roma                    | 21 de diciembre | Por definir | T.B.D        |
| Napoli        | v.s.       | Parma      | Diego Armando Maradona              | 21 de diciembre | Por definir | T.B.D        |
| Sassuolo      | v.s.       | Torino     | MAPEI Stadium - Città del Tricolore | 21 de diciembre | Por definir | T.B.D        |

| Jornada 17 | Jornada 17 | Jornada 17    | Jornada 17             | Jornada 17      | Jornada 17  | Jornada 17   |
| Local      | Resultado  | Visitante     | Estadio                | Fecha           | Hora        | Espectadores |
| ---------- | ---------- | ------------- | ---------------------- | --------------- | ----------- | ------------ |
| Atalanta   | v.s.       | Inter Milán   | Gewiss Stadium         | 28 de diciembre | Por definir | T.B.D        |
| Bologna    | v.s.       | Sassuolo      | Renato Dall'Ara        | 28 de diciembre | Por definir | T.B.D        |
| Cremonese  | v.s.       | Napoli        | Giovanni Zini          | 28 de diciembre | Por definir | T.B.D        |
| Lecce      | v.s.       | Como          | Via del Mare           | 28 de diciembre | Por definir | T.B.D        |
| Milan      | v.s.       | Hellas Verona | San Siro               | 28 de diciembre | Por definir | T.B.D        |
| Parma      | v.s.       | Fiorentina    | Ennio Tardini          | 28 de diciembre | Por definir | T.B.D        |
| Pisa       | v.s.       | Juventus      | Cetilar Arena          | 28 de diciembre | Por definir | T.B.D        |
| Roma       | v.s.       | Genoa         | Olímpico de Roma       | 28 de diciembre | Por definir | T.B.D        |
| Torino     | v.s.       | Cagliari      | Olímpico Grande Torino | 28 de diciembre | Por definir | T.B.D        |
| Udinese    | v.s.       | Lazio         | Bluenergy Stadium      | 28 de diciembre | Por definir | T.B.D        |

| Jornada 18    | Jornada 18 | Jornada 18 | Jornada 18                          | Jornada 18 | Jornada 18  | Jornada 18   |
| Local         | Resultado  | Visitante  | Estadio                             | Fecha      | Hora        | Espectadores |
| ------------- | ---------- | ---------- | ----------------------------------- | ---------- | ----------- | ------------ |
| Atalanta      | v.s.       | Roma       | Gewiss Stadium                      | 3 de enero | Por definir | T.B.D        |
| Cagliari      | v.s.       | Milan      | Unipol Domus                        | 3 de enero | Por definir | T.B.D        |
| Como          | v.s.       | Udinese    | Giuseppe Sinigaglia                 | 3 de enero | Por definir | T.B.D        |
| Fiorentina    | v.s.       | Cremonese  | Artemio Franchi                     | 3 de enero | Por definir | T.B.D        |
| Genoa         | v.s.       | Pisa       | Luigi Ferraris                      | 3 de enero | Por definir | T.B.D        |
| Hellas Verona | v.s.       | Torino     | Marcantonio Bentegodi               | 3 de enero | Por definir | T.B.D        |
| Inter Milán   | v.s.       | Bologna    | Giuseppe Meazza                     | 3 de enero | Por definir | T.B.D        |
| Juventus      | v.s.       | Lecce      | Allianz Stadium                     | 3 de enero | Por definir | T.B.D        |
| Lazio         | v.s.       | Napoli     | Olímpico de Roma                    | 3 de enero | Por definir | T.B.D        |
| Sassuolo      | v.s.       | Parma      | MAPEI Stadium - Città del Tricolore | 3 de enero | Por definir | T.B.D        |

| Jornada 19 | Jornada 19 | Jornada 19    | Jornada 19                          | Jornada 19 | Jornada 19  | Jornada 19   |
| Local      | Resultado  | Visitante     | Estadio                             | Fecha      | Hora        | Espectadores |
| ---------- | ---------- | ------------- | ----------------------------------- | ---------- | ----------- | ------------ |
| Bologna    | v.s.       | Atalanta      | Renato Dall'Ara                     | 6 de enero | Por definir | T.B.D        |
| Cremonese  | v.s.       | Cagliari      | Giovanni Zini                       | 6 de enero | Por definir | T.B.D        |
| Lazio      | v.s.       | Fiorentina    | Olímpico de Roma                    | 6 de enero | Por definir | T.B.D        |
| Lecce      | v.s.       | Roma          | Via del Mare                        | 6 de enero | Por definir | T.B.D        |
| Milan      | v.s.       | Genoa         | San Siro                            | 6 de enero | Por definir | T.B.D        |
| Napoli     | v.s.       | Hellas Verona | Diego Armando Maradona              | 6 de enero | Por definir | T.B.D        |
| Parma      | v.s.       | Inter Milán   | Ennio Tardini                       | 6 de enero | Por definir | T.B.D        |
| Pisa       | v.s.       | Como          | Cetilar Arena                       | 6 de enero | Por definir | T.B.D        |
| Sassuolo   | v.s.       | Juventus      | MAPEI Stadium - Città del Tricolore | 6 de enero | Por definir | T.B.D        |
| Torino     | v.s.       | Udinese       | Olímpico Grande Torino              | 6 de enero | Por definir | T.B.D        |

### Segunda vuelta
| Jornada 20 | Jornada 20 | Jornada 20 | Jornada 20 | Jornada 20  | Jornada 20  | Jornada 20   |
| Local      | Resultado  | Visitante  | Estadio    | Fecha       | Hora        | Espectadores |
| ---------- | ---------- | ---------- | ---------- | ----------- | ----------- | ------------ |
|            | v.s.       |            |            | Por definir | Por definir | T.B.D        |
|            | v.s.       |            |            | Por definir | Por definir | T.B.D        |
|            | v.s.       |            |            | Por definir | Por definir | T.B.D        |
|            | v.s.       |            |            | Por definir | Por definir | T.B.D        |
|            | v.s.       |            |            | Por definir | Por definir | T.B.D        |
|            | v.s.       |            |            | Por definir | Por definir | T.B.D        |
|            | v.s.       |            |            | Por definir | Por definir | T.B.D        |
|            | v.s.       |            |            | Por definir | Por definir | T.B.D        |
|            | v.s.       |            |            | Por definir | Por definir | T.B.D        |
|            | v.s.       |            |            | Por definir | Por definir | T.B.D        |

| Jornada 21 | Jornada 21 | Jornada 21 | Jornada 21 | Jornada 21  | Jornada 21  | Jornada 21   |
| Local      | Resultado  | Visitante  | Estadio    | Fecha       | Hora        | Espectadores |
| ---------- | ---------- | ---------- | ---------- | ----------- | ----------- | ------------ |
|            | v.s.       |            |            | Por definir | Por definir | T.B.D        |
|            | v.s.       |            |            | Por definir | Por definir | T.B.D        |
|            | v.s.       |            |            | Por definir | Por definir | T.B.D        |
|            | v.s.       |            |            | Por definir | Por definir | T.B.D        |
|            | v.s.       |            |            | Por definir | Por definir | T.B.D        |
|            | v.s.       |            |            | Por definir | Por definir | T.B.D        |
|            | v.s.       |            |            | Por definir | Por definir | T.B.D        |
|            | v.s.       |            |            | Por definir | Por definir | T.B.D        |
|            | v.s.       |            |            | Por definir | Por definir | T.B.D        |
|            | v.s.       |            |            | Por definir | Por definir | T.B.D        |

| Jornada 22 | Jornada 22 | Jornada 22 | Jornada 22 | Jornada 22  | Jornada 22  | Jornada 22   |
| Local      | Resultado  | Visitante  | Estadio    | Fecha       | Hora        | Espectadores |
| ---------- | ---------- | ---------- | ---------- | ----------- | ----------- | ------------ |
|            | v.s.       |            |            | Por definir | Por definir | T.B.D        |
|            | v.s.       |            |            | Por definir | Por definir | T.B.D        |
|            | v.s.       |            |            | Por definir | Por definir | T.B.D        |
|            | v.s.       |            |            | Por definir | Por definir | T.B.D        |
|            | v.s.       |            |            | Por definir | Por definir | T.B.D        |
|            | v.s.       |            |            | Por definir | Por definir | T.B.D        |
|            | v.s.       |            |            | Por definir | Por definir | T.B.D        |
|            | v.s.       |            |            | Por definir | Por definir | T.B.D        |
|            | v.s.       |            |            | Por definir | Por definir | T.B.D        |
|            | v.s.       |            |            | Por definir | Por definir | T.B.D        |

| Jornada 23 | Jornada 23 | Jornada 23 | Jornada 23 | Jornada 23  | Jornada 23  | Jornada 23   |
| Local      | Resultado  | Visitante  | Estadio    | Fecha       | Hora        | Espectadores |
| ---------- | ---------- | ---------- | ---------- | ----------- | ----------- | ------------ |
|            | v.s.       |            |            | Por definir | Por definir | T.B.D        |
|            | v.s.       |            |            | Por definir | Por definir | T.B.D        |
|            | v.s.       |            |            | Por definir | Por definir | T.B.D        |
|            | v.s.       |            |            | Por definir | Por definir | T.B.D        |
|            | v.s.       |            |            | Por definir | Por definir | T.B.D        |
|            | v.s.       |            |            | Por definir | Por definir | T.B.D        |
|            | v.s.       |            |            | Por definir | Por definir | T.B.D        |
|            | v.s.       |            |            | Por definir | Por definir | T.B.D        |
|            | v.s.       |            |            | Por definir | Por definir | T.B.D        |
|            | v.s.       |            |            | Por definir | Por definir | T.B.D        |

| Jornada 24 | Jornada 24 | Jornada 24 | Jornada 24 | Jornada 24  | Jornada 24  | Jornada 24   |
| Local      | Resultado  | Visitante  | Estadio    | Fecha       | Hora        | Espectadores |
| ---------- | ---------- | ---------- | ---------- | ----------- | ----------- | ------------ |
|            | v.s.       |            |            | Por definir | Por definir | T.B.D        |
|            | v.s.       |            |            | Por definir | Por definir | T.B.D        |
|            | v.s.       |            |            | Por definir | Por definir | T.B.D        |
|            | v.s.       |            |            | Por definir | Por definir | T.B.D        |
|            | v.s.       |            |            | Por definir | Por definir | T.B.D        |
|            | v.s.       |            |            | Por definir | Por definir | T.B.D        |
|            | v.s.       |            |            | Por definir | Por definir | T.B.D        |
|            | v.s.       |            |            | Por definir | Por definir | T.B.D        |
|            | v.s.       |            |            | Por definir | Por definir | T.B.D        |
|            | v.s.       |            |            | Por definir | Por definir | T.B.D        |

| Jornada 25 | Jornada 25 | Jornada 25 | Jornada 25 | Jornada 25  | Jornada 25  | Jornada 25   |
| Local      | Resultado  | Visitante  | Estadio    | Fecha       | Hora        | Espectadores |
| ---------- | ---------- | ---------- | ---------- | ----------- | ----------- | ------------ |
|            | v.s.       |            |            | Por definir | Por definir | T.B.D        |
|            | v.s.       |            |            | Por definir | Por definir | T.B.D        |
|            | v.s.       |            |            | Por definir | Por definir | T.B.D        |
|            | v.s.       |            |            | Por definir | Por definir | T.B.D        |
|            | v.s.       |            |            | Por definir | Por definir | T.B.D        |
|            | v.s.       |            |            | Por definir | Por definir | T.B.D        |
|            | v.s.       |            |            | Por definir | Por definir | T.B.D        |
|            | v.s.       |            |            | Por definir | Por definir | T.B.D        |
|            | v.s.       |            |            | Por definir | Por definir | T.B.D        |
|            | v.s.       |            |            | Por definir | Por definir | T.B.D        |

| Jornada 26 | Jornada 26 | Jornada 26 | Jornada 26 | Jornada 26  | Jornada 26  | Jornada 26   |
| Local      | Resultado  | Visitante  | Estadio    | Fecha       | Hora        | Espectadores |
| ---------- | ---------- | ---------- | ---------- | ----------- | ----------- | ------------ |
|            | v.s.       |            |            | Por definir | Por definir | T.B.D        |
|            | v.s.       |            |            | Por definir | Por definir | T.B.D        |
|            | v.s.       |            |            | Por definir | Por definir | T.B.D        |
|            | v.s.       |            |            | Por definir | Por definir | T.B.D        |
|            | v.s.       |            |            | Por definir | Por definir | T.B.D        |
|            | v.s.       |            |            | Por definir | Por definir | T.B.D        |
|            | v.s.       |            |            | Por definir | Por definir | T.B.D        |
|            | v.s.       |            |            | Por definir | Por definir | T.B.D        |
|            | v.s.       |            |            | Por definir | Por definir | T.B.D        |
|            | v.s.       |            |            | Por definir | Por definir | T.B.D        |

| Jornada 27 | Jornada 27 | Jornada 27 | Jornada 27 | Jornada 27  | Jornada 27  | Jornada 27   |
| Local      | Resultado  | Visitante  | Estadio    | Fecha       | Hora        | Espectadores |
| ---------- | ---------- | ---------- | ---------- | ----------- | ----------- | ------------ |
|            | v.s.       |            |            | Por definir | Por definir | T.B.D        |
|            | v.s.       |            |            | Por definir | Por definir | T.B.D        |
|            | v.s.       |            |            | Por definir | Por definir | T.B.D        |
|            | v.s.       |            |            | Por definir | Por definir | T.B.D        |
|            | v.s.       |            |            | Por definir | Por definir | T.B.D        |
|            | v.s.       |            |            | Por definir | Por definir | T.B.D        |
|            | v.s.       |            |            | Por definir | Por definir | T.B.D        |
|            | v.s.       |            |            | Por definir | Por definir | T.B.D        |
|            | v.s.       |            |            | Por definir | Por definir | T.B.D        |
|            | v.s.       |            |            | Por definir | Por definir | T.B.D        |

| Jornada 28 | Jornada 28 | Jornada 28 | Jornada 28 | Jornada 28  | Jornada 28  | Jornada 28   |
| Local      | Resultado  | Visitante  | Estadio    | Fecha       | Hora        | Espectadores |
| ---------- | ---------- | ---------- | ---------- | ----------- | ----------- | ------------ |
|            | v.s.       |            |            | Por definir | Por definir | T.B.D        |
|            | v.s.       |            |            | Por definir | Por definir | T.B.D        |
|            | v.s.       |            |            | Por definir | Por definir | T.B.D        |
|            | v.s.       |            |            | Por definir | Por definir | T.B.D        |
|            | v.s.       |            |            | Por definir | Por definir | T.B.D        |
|            | v.s.       |            |            | Por definir | Por definir | T.B.D        |
|            | v.s.       |            |            | Por definir | Por definir | T.B.D        |
|            | v.s.       |            |            | Por definir | Por definir | T.B.D        |
|            | v.s.       |            |            | Por definir | Por definir | T.B.D        |
|            | v.s.       |            |            | Por definir | Por definir | T.B.D        |

| Jornada 29 | Jornada 29 | Jornada 29 | Jornada 29 | Jornada 29  | Jornada 29  | Jornada 29   |
| Local      | Resultado  | Visitante  | Estadio    | Fecha       | Hora        | Espectadores |
| ---------- | ---------- | ---------- | ---------- | ----------- | ----------- | ------------ |
|            | v.s.       |            |            | Por definir | Por definir | T.B.D        |
|            | v.s.       |            |            | Por definir | Por definir | T.B.D        |
|            | v.s.       |            |            | Por definir | Por definir | T.B.D        |
|            | v.s.       |            |            | Por definir | Por definir | T.B.D        |
|            | v.s.       |            |            | Por definir | Por definir | T.B.D        |
|            | v.s.       |            |            | Por definir | Por definir | T.B.D        |
|            | v.s.       |            |            | Por definir | Por definir | T.B.D        |
|            | v.s.       |            |            | Por definir | Por definir | T.B.D        |
|            | v.s.       |            |            | Por definir | Por definir | T.B.D        |
|            | v.s.       |            |            | Por definir | Por definir | T.B.D        |

| Jornada 30 | Jornada 30 | Jornada 30 | Jornada 30 | Jornada 30  | Jornada 30  | Jornada 30   |
| Local      | Resultado  | Visitante  | Estadio    | Fecha       | Hora        | Espectadores |
| ---------- | ---------- | ---------- | ---------- | ----------- | ----------- | ------------ |
|            | v.s.       |            |            | Por definir | Por definir | T.B.D        |
|            | v.s.       |            |            | Por definir | Por definir | T.B.D        |
|            | v.s.       |            |            | Por definir | Por definir | T.B.D        |
|            | v.s.       |            |            | Por definir | Por definir | T.B.D        |
|            | v.s.       |            |            | Por definir | Por definir | T.B.D        |
|            | v.s.       |            |            | Por definir | Por definir | T.B.D        |
|            | v.s.       |            |            | Por definir | Por definir | T.B.D        |
|            | v.s.       |            |            | Por definir | Por definir | T.B.D        |
|            | v.s.       |            |            | Por definir | Por definir | T.B.D        |
|            | v.s.       |            |            | Por definir | Por definir | T.B.D        |

| Jornada 31 | Jornada 31 | Jornada 31 | Jornada 31 | Jornada 31  | Jornada 31  | Jornada 31   |
| Local      | Resultado  | Visitante  | Estadio    | Fecha       | Hora        | Espectadores |
| ---------- | ---------- | ---------- | ---------- | ----------- | ----------- | ------------ |
|            | v.s.       |            |            | Por definir | Por definir | T.B.D        |
|            | v.s.       |            |            | Por definir | Por definir | T.B.D        |
|            | v.s.       |            |            | Por definir | Por definir | T.B.D        |
|            | v.s.       |            |            | Por definir | Por definir | T.B.D        |
|            | v.s.       |            |            | Por definir | Por definir | T.B.D        |
|            | v.s.       |            |            | Por definir | Por definir | T.B.D        |
|            | v.s.       |            |            | Por definir | Por definir | T.B.D        |
|            | v.s.       |            |            | Por definir | Por definir | T.B.D        |
|            | v.s.       |            |            | Por definir | Por definir | T.B.D        |
|            | v.s.       |            |            | Por definir | Por definir | T.B.D        |

| Jornada 32 | Jornada 32 | Jornada 32 | Jornada 32 | Jornada 32  | Jornada 32  | Jornada 32   |
| Local      | Resultado  | Visitante  | Estadio    | Fecha       | Hora        | Espectadores |
| ---------- | ---------- | ---------- | ---------- | ----------- | ----------- | ------------ |
|            | v.s.       |            |            | Por definir | Por definir | T.B.D        |
|            | v.s.       |            |            | Por definir | Por definir | T.B.D        |
|            | v.s.       |            |            | Por definir | Por definir | T.B.D        |
|            | v.s.       |            |            | Por definir | Por definir | T.B.D        |
|            | v.s.       |            |            | Por definir | Por definir | T.B.D        |
|            | v.s.       |            |            | Por definir | Por definir | T.B.D        |
|            | v.s.       |            |            | Por definir | Por definir | T.B.D        |
|            | v.s.       |            |            | Por definir | Por definir | T.B.D        |
|            | v.s.       |            |            | Por definir | Por definir | T.B.D        |
|            | v.s.       |            |            | Por definir | Por definir | T.B.D        |

| Jornada 33 | Jornada 33 | Jornada 33 | Jornada 33 | Jornada 33  | Jornada 33  | Jornada 33   |
| Local      | Resultado  | Visitante  | Estadio    | Fecha       | Hora        | Espectadores |
| ---------- | ---------- | ---------- | ---------- | ----------- | ----------- | ------------ |
|            | v.s.       |            |            | Por definir | Por definir | T.B.D        |
|            | v.s.       |            |            | Por definir | Por definir | T.B.D        |
|            | v.s.       |            |            | Por definir | Por definir | T.B.D        |
|            | v.s.       |            |            | Por definir | Por definir | T.B.D        |
|            | v.s.       |            |            | Por definir | Por definir | T.B.D        |
|            | v.s.       |            |            | Por definir | Por definir | T.B.D        |
|            | v.s.       |            |            | Por definir | Por definir | T.B.D        |
|            | v.s.       |            |            | Por definir | Por definir | T.B.D        |
|            | v.s.       |            |            | Por definir | Por definir | T.B.D        |
|            | v.s.       |            |            | Por definir | Por definir | T.B.D        |

| Jornada 34 | Jornada 34 | Jornada 34 | Jornada 34 | Jornada 34  | Jornada 34  | Jornada 34   |
| Local      | Resultado  | Visitante  | Estadio    | Fecha       | Hora        | Espectadores |
| ---------- | ---------- | ---------- | ---------- | ----------- | ----------- | ------------ |
|            | v.s.       |            |            | Por definir | Por definir | T.B.D        |
|            | v.s.       |            |            | Por definir | Por definir | T.B.D        |
|            | v.s.       |            |            | Por definir | Por definir | T.B.D        |
|            | v.s.       |            |            | Por definir | Por definir | T.B.D        |
|            | v.s.       |            |            | Por definir | Por definir | T.B.D        |
|            | v.s.       |            |            | Por definir | Por definir | T.B.D        |
|            | v.s.       |            |            | Por definir | Por definir | T.B.D        |
|            | v.s.       |            |            | Por definir | Por definir | T.B.D        |
|            | v.s.       |            |            | Por definir | Por definir | T.B.D        |
|            | v.s.       |            |            | Por definir | Por definir | T.B.D        |

| Jornada 35 | Jornada 35 | Jornada 35 | Jornada 35 | Jornada 35  | Jornada 35  | Jornada 35   |
| Local      | Resultado  | Visitante  | Estadio    | Fecha       | Hora        | Espectadores |
| ---------- | ---------- | ---------- | ---------- | ----------- | ----------- | ------------ |
|            | v.s.       |            |            | Por definir | Por definir | T.B.D        |
|            | v.s.       |            |            | Por definir | Por definir | T.B.D        |
|            | v.s.       |            |            | Por definir | Por definir | T.B.D        |
|            | v.s.       |            |            | Por definir | Por definir | T.B.D        |
|            | v.s.       |            |            | Por definir | Por definir | T.B.D        |
|            | v.s.       |            |            | Por definir | Por definir | T.B.D        |
|            | v.s.       |            |            | Por definir | Por definir | T.B.D        |
|            | v.s.       |            |            | Por definir | Por definir | T.B.D        |
|            | v.s.       |            |            | Por definir | Por definir | T.B.D        |
|            | v.s.       |            |            | Por definir | Por definir | T.B.D        |

| Jornada 36 | Jornada 36 | Jornada 36 | Jornada 36 | Jornada 36  | Jornada 36  | Jornada 36   |
| Local      | Resultado  | Visitante  | Estadio    | Fecha       | Hora        | Espectadores |
| ---------- | ---------- | ---------- | ---------- | ----------- | ----------- | ------------ |
|            | v.s.       |            |            | Por definir | Por definir | T.B.D        |
|            | v.s.       |            |            | Por definir | Por definir | T.B.D        |
|            | v.s.       |            |            | Por definir | Por definir | T.B.D        |
|            | v.s.       |            |            | Por definir | Por definir | T.B.D        |
|            | v.s.       |            |            | Por definir | Por definir | T.B.D        |
|            | v.s.       |            |            | Por definir | Por definir | T.B.D        |
|            | v.s.       |            |            | Por definir | Por definir | T.B.D        |
|            | v.s.       |            |            | Por definir | Por definir | T.B.D        |
|            | v.s.       |            |            | Por definir | Por definir | T.B.D        |
|            | v.s.       |            |            | Por definir | Por definir | T.B.D        |

| Jornada 37 | Jornada 37 | Jornada 37 | Jornada 37 | Jornada 37  | Jornada 37  | Jornada 37   |
| Local      | Resultado  | Visitante  | Estadio    | Fecha       | Hora        | Espectadores |
| ---------- | ---------- | ---------- | ---------- | ----------- | ----------- | ------------ |
|            | v.s.       |            |            | Por definir | Por definir | T.B.D        |
|            | v.s.       |            |            | Por definir | Por definir | T.B.D        |
|            | v.s.       |            |            | Por definir | Por definir | T.B.D        |
|            | v.s.       |            |            | Por definir | Por definir | T.B.D        |
|            | v.s.       |            |            | Por definir | Por definir | T.B.D        |
|            | v.s.       |            |            | Por definir | Por definir | T.B.D        |
|            | v.s.       |            |            | Por definir | Por definir | T.B.D        |
|            | v.s.       |            |            | Por definir | Por definir | T.B.D        |
|            | v.s.       |            |            | Por definir | Por definir | T.B.D        |
|            | v.s.       |            |            | Por definir | Por definir | T.B.D        |

| Jornada 38 | Jornada 38 | Jornada 38 | Jornada 38 | Jornada 38  | Jornada 38  | Jornada 38   |
| Local      | Resultado  | Visitante  | Estadio    | Fecha       | Hora        | Espectadores |
| ---------- | ---------- | ---------- | ---------- | ----------- | ----------- | ------------ |
|            | v.s.       |            |            | Por definir | Por definir | T.B.D        |
|            | v.s.       |            |            | Por definir | Por definir | T.B.D        |
|            | v.s.       |            |            | Por definir | Por definir | T.B.D        |
|            | v.s.       |            |            | Por definir | Por definir | T.B.D        |
|            | v.s.       |            |            | Por definir | Por definir | T.B.D        |
|            | v.s.       |            |            | Por definir | Por definir | T.B.D        |
|            | v.s.       |            |            | Por definir | Por definir | T.B.D        |
|            | v.s.       |            |            | Por definir | Por definir | T.B.D        |
|            | v.s.       |            |            | Por definir | Por definir | T.B.D        |
|            | v.s.       |            |            | Por definir | Por definir | T.B.D        |

## Fichajes

### Fichajes más caros del mercado de verano
| Jugador                     | Club de destino | Club de origen   | Precio (€) | Ref.   |
| --------------------------- | --------------- | ---------------- | ---------- | ------ |
| Francisco Conceição         | Juventus        | Porto            | 32.000.000 | [ 42 ] |
| Sam Beukema                 | Napoli          | Bologna          | 31.000.000 | [ 43 ] |
| Nicolás Iván González       | Juventus        | Fiorentina       | 28.100.000 | [ 44 ] |
| Noa Lang                    | Napoli          | PSV Eindhoven    | 25.000.000 | [ 45 ] |
| Neil El Aynaoui             | Roma            | Lens             | 23.500.000 | [ 46 ] |
| Samuele Ricci               | Milan           | Torino           | 23.000.000 | [ 47 ] |
| Luis Henrique Tomaz de Lima | Inter Milán     | Marsella         | 23.000.000 | [ 48 ] |
| Ange-Yoan Bonny             | Inter Milán     | Parma            | 23.000.000 | [ 49 ] |
| Jesús Rodríguez Caraballo   | Como            | Real Betis       | 22.500.000 | [ 50 ] |
| Odilon Kossounou            | Atalanta        | Bayer Leverkusen | 20.000.000 | [ 51 ] |

| Datos actualizados a 26 de julio de 2025. Fuentes: |